# Tosavits
Bijeli Nož Šošoni (Tosavits, Tussawehe, White Knives), jedno od (vjerojatno) šošonskih plemena u planinskom području duž rijeke Humboldt i uz Goose Creek u sjevernoj Nevadi. Svoje ime nose po vrsti kvalitetnog kremena kojeg ima na njihovom tertitoriju, i iz kojeg su proizvodili noževe.
U ranih autora nazivani su i Goose Creek Diggers (Goose Creek Kopači), te pod raznim varijantama naziva tosavits.